# Charlestown Elevated
| Die Station City Square |                                     |                              |                              |
| |                                     |                              |                              |
| Typ | Hochbahn                            |                              |                              |
| Ort | Massachusetts Vereinigte Staaten    |                              |                              |
| Anzahl Stationen | 5                                   |                              |                              |
| Streckensystem | Boston Elevated Railway Orange Line |                              |                              |
| Eröffnung | 1901                                |                              |                              |
| Schließung | 1975                                |                              |                              |
| \| \| \| Everett (eröffnet 1919) \| \| \| \| Mystic River \| \| \| \| Sullivan Square \| \| \| \| Thompson Square \| \| \| \| City Square \| \| \| \| Charles River \| \| \| \| Atlantic Avenue Elevated (r) \| \| \| \| North Station \| |                                     |                              |                              |
| U-Bahn-Kopfbahnhof Anfang Hochstrecke |                                     | Everett (eröffnet 1919)      | Everett (eröffnet 1919)      |
| |                                     | Mystic River                 |                              |
| U-Bahn-Haltepunkt / Haltestelle |                                     | Sullivan Square              | Sullivan Square              |
| U-Bahn-Haltepunkt / Haltestelle |                                     | Thompson Square              | Thompson Square              |
| U-Bahn-Haltepunkt / Haltestelle |                                     | City Square                  | City Square                  |
| |                                     | Charles River                |                              |
| U-Bahn-Abzweig geradeaus und nach links · U-Bahn-Strecke von rechts |                                     | Atlantic Avenue Elevated (r) | Atlantic Avenue Elevated (r) |
| U-Bahn-Bahnhof · U-Bahn-Strecke |                                     | North Station                | North Station                |

Die Charlestown Elevated war ein als Hochbahn ausgelegtes Teilstück der heutigen Bostoner U-Bahn Orange Line im Bundesstaat Massachusetts der Vereinigten Staaten. Die Strecke führte vom Anstieg an der Canal Street in der Nähe des Boston Garden über Charlestown bis nach Everett. Der Bau der Strecke begann 1899, die ersten Züge rollten im Juni 1901 über die Gleise.
Die Orange Line wurde 1975 über eine gemischte Untergrund- und Oberflächenstrecke nach Malden umgeleitet, die neue Route der Washington Street Elevated folgte 1987. Kurz vor der Eröffnung der neuen Strecke der Orange Line am 7. April 1975 wurde die Strecke der Charlestown Elevated am 4. April 1975 geschlossen.
Kurz nach ihrer Stilllegung wurde die Strecke bereits abgerissen. Reste der Brücke über den Mystic River stehen noch heute nördlich der Brücke der Route 99 an der Alford Street, und einige Pfeiler mit unterschiedlicher Größe erinnern an den Anstieg an der Canal Street. In der Mitte der Charlestown Bridge sind darüber hinaus Reste der Aufständerung zu sehen. Der Tower C, der am Abzweig zwischen der Charlestown Elevated und der Atlantic Avenue Elevated stand, wurde in das Seashore Trolley Museum versetzt.

## Galerie

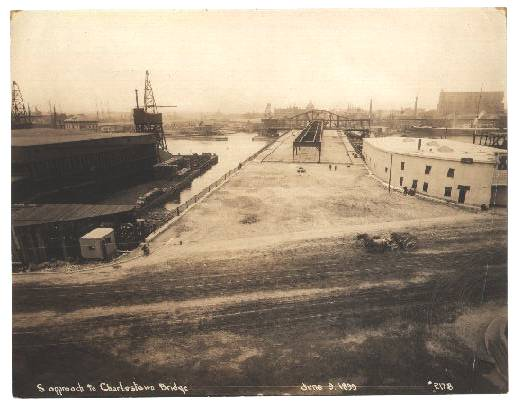
Bauphase, 1899
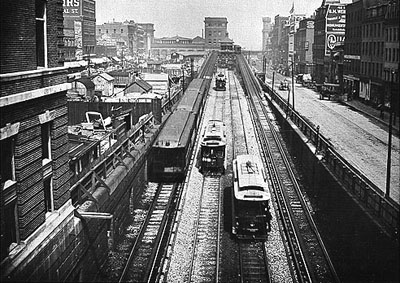
Hochbahn am Anstieg Canal Street
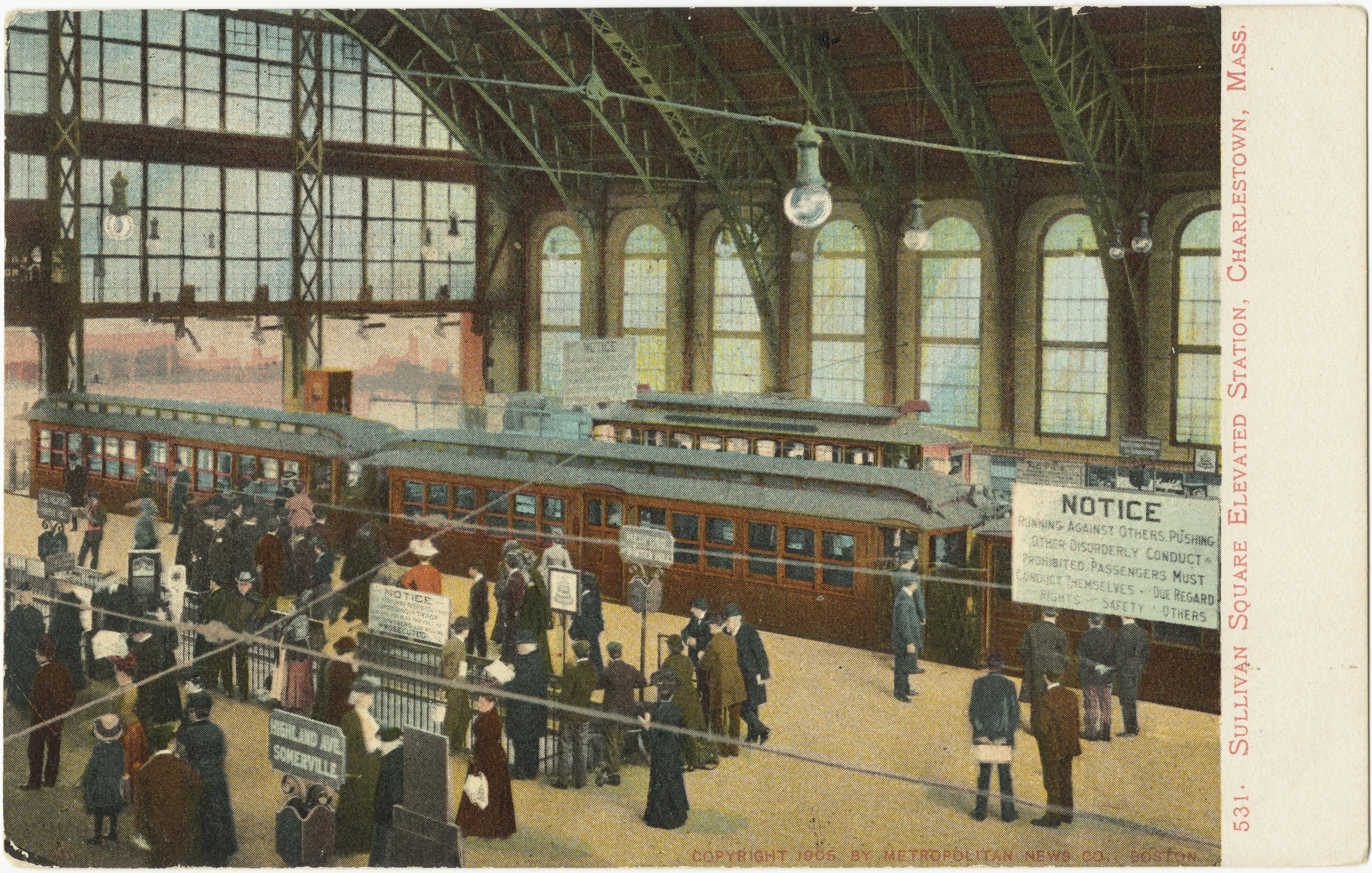
Die Station Sullivan Square, 1905
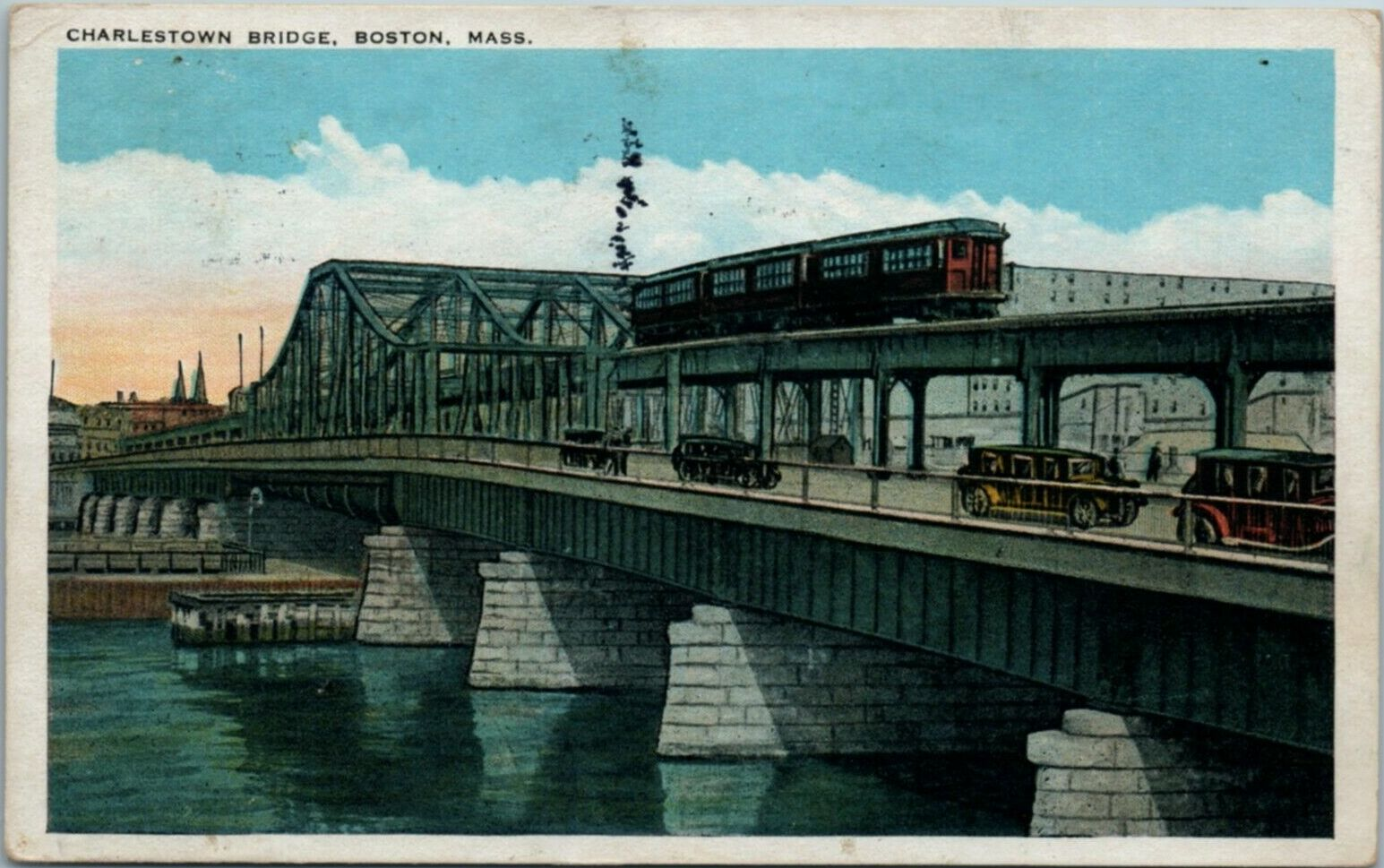
Die Charlestown Bridge, 1929
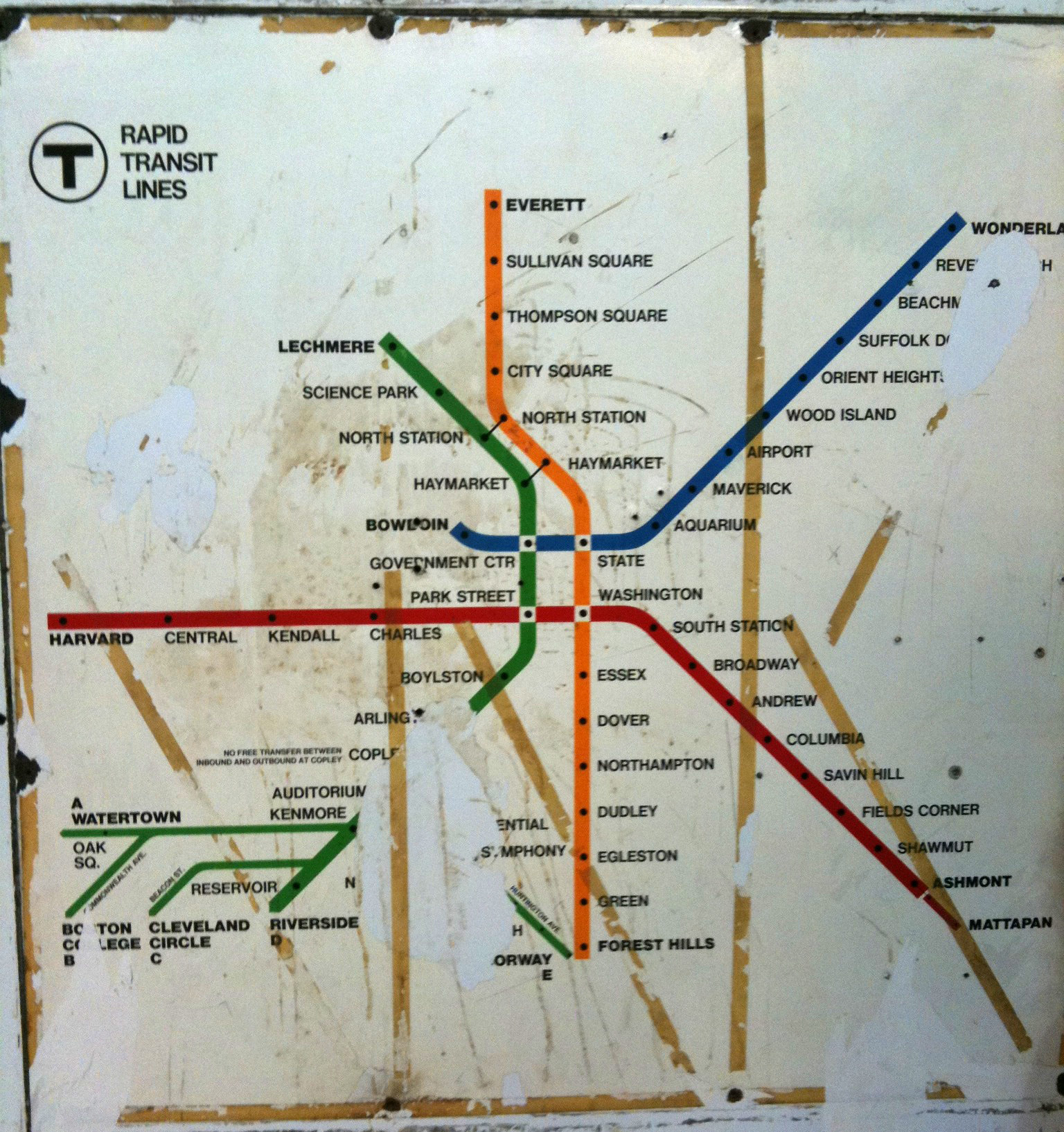
Diese Karte der MBTA aus den Jahren 1967–1969 zeigt die Route der Charlestown Elevated
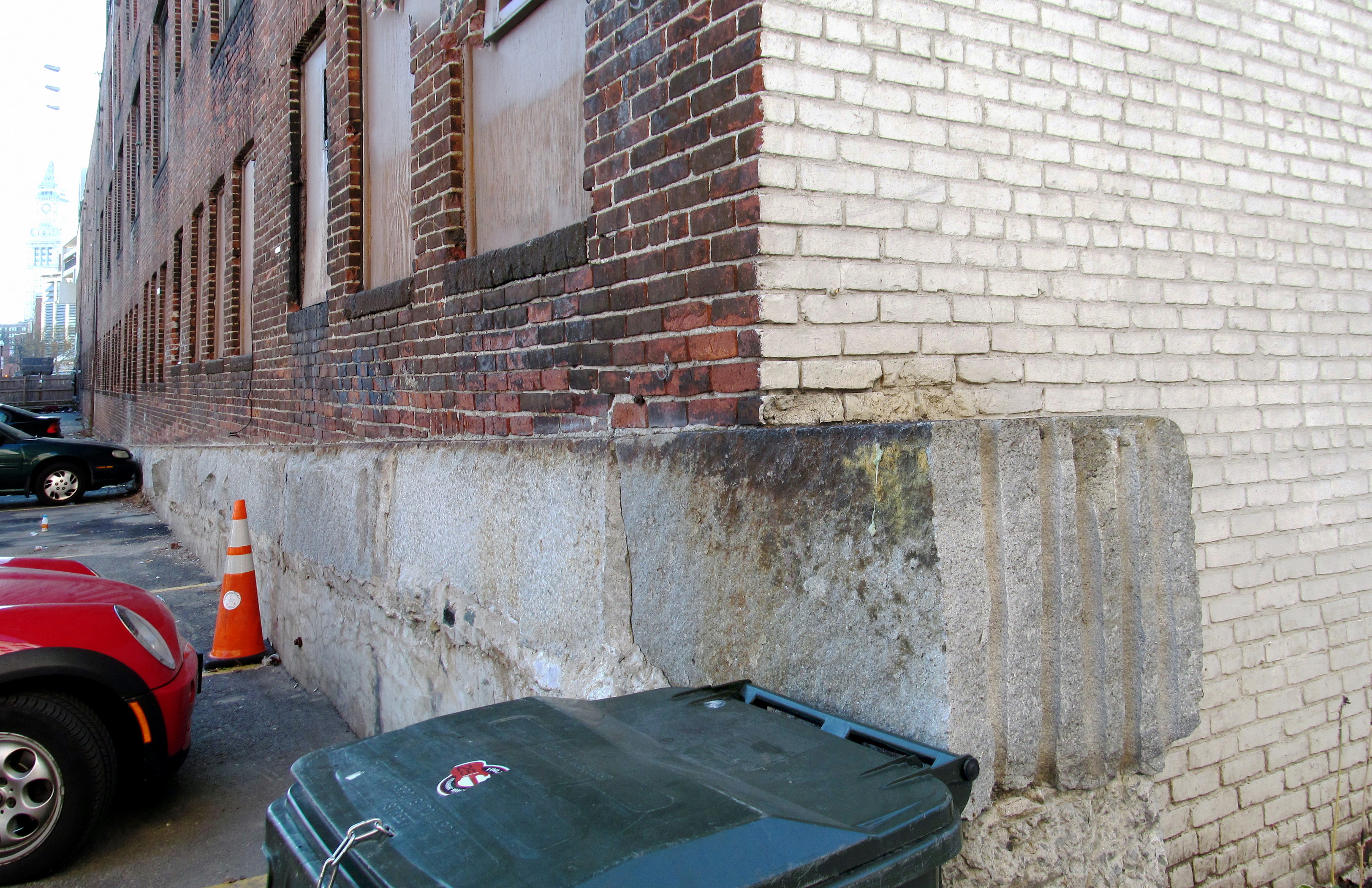
Reste des Canal Street Incline
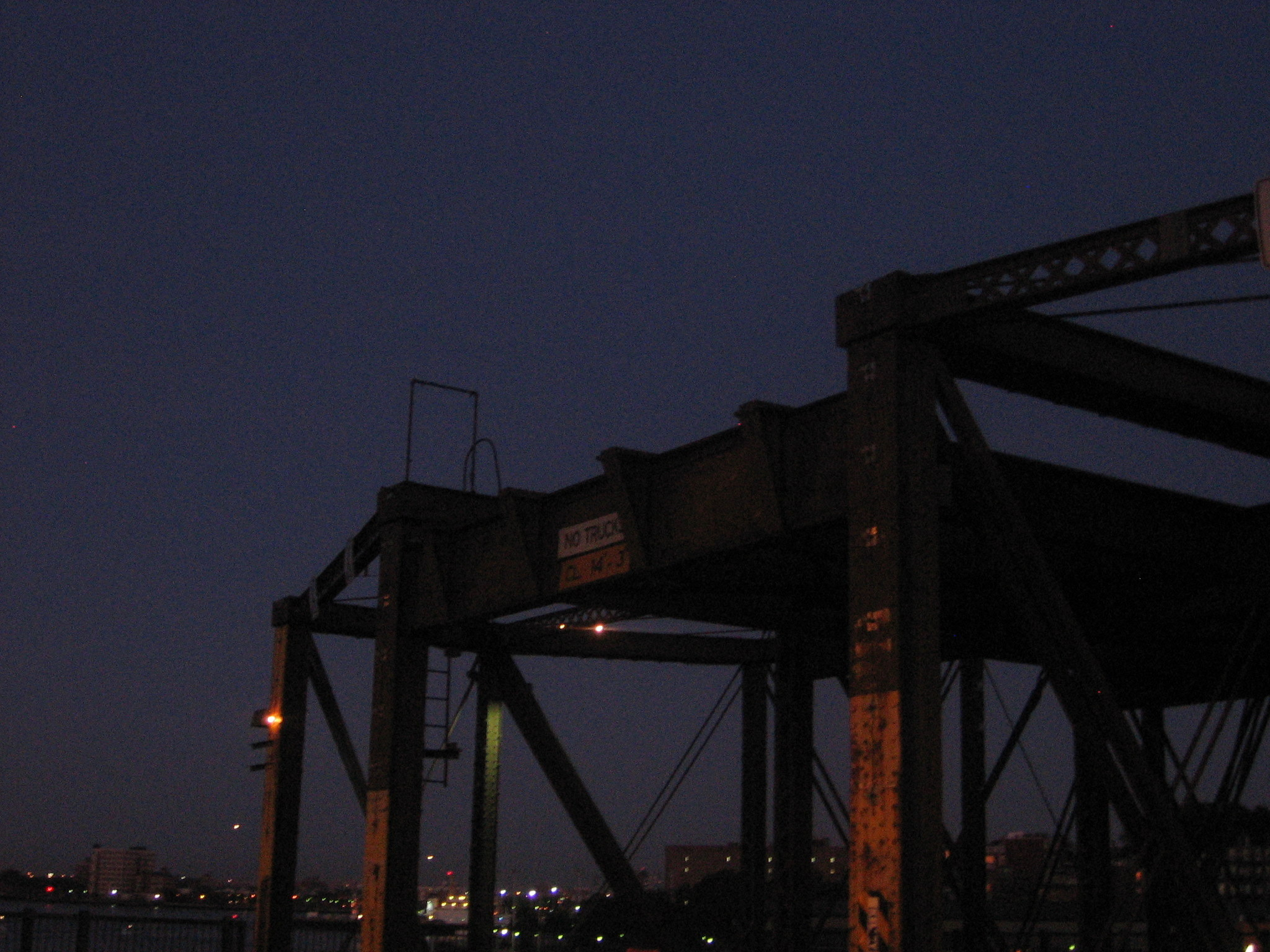
Pfeiler auf der Charlestown Bridge
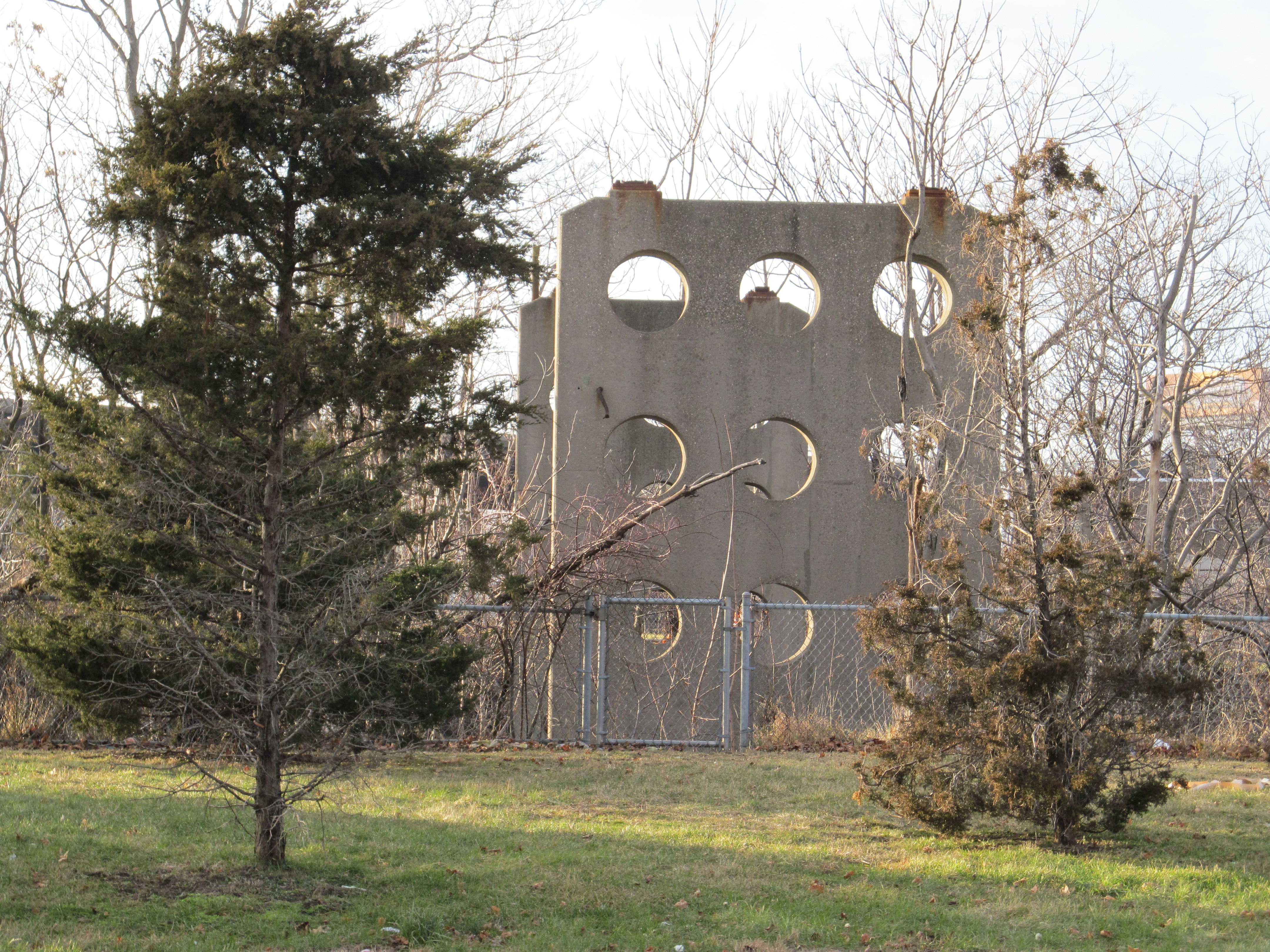
Pfeiler am Sullivan Square
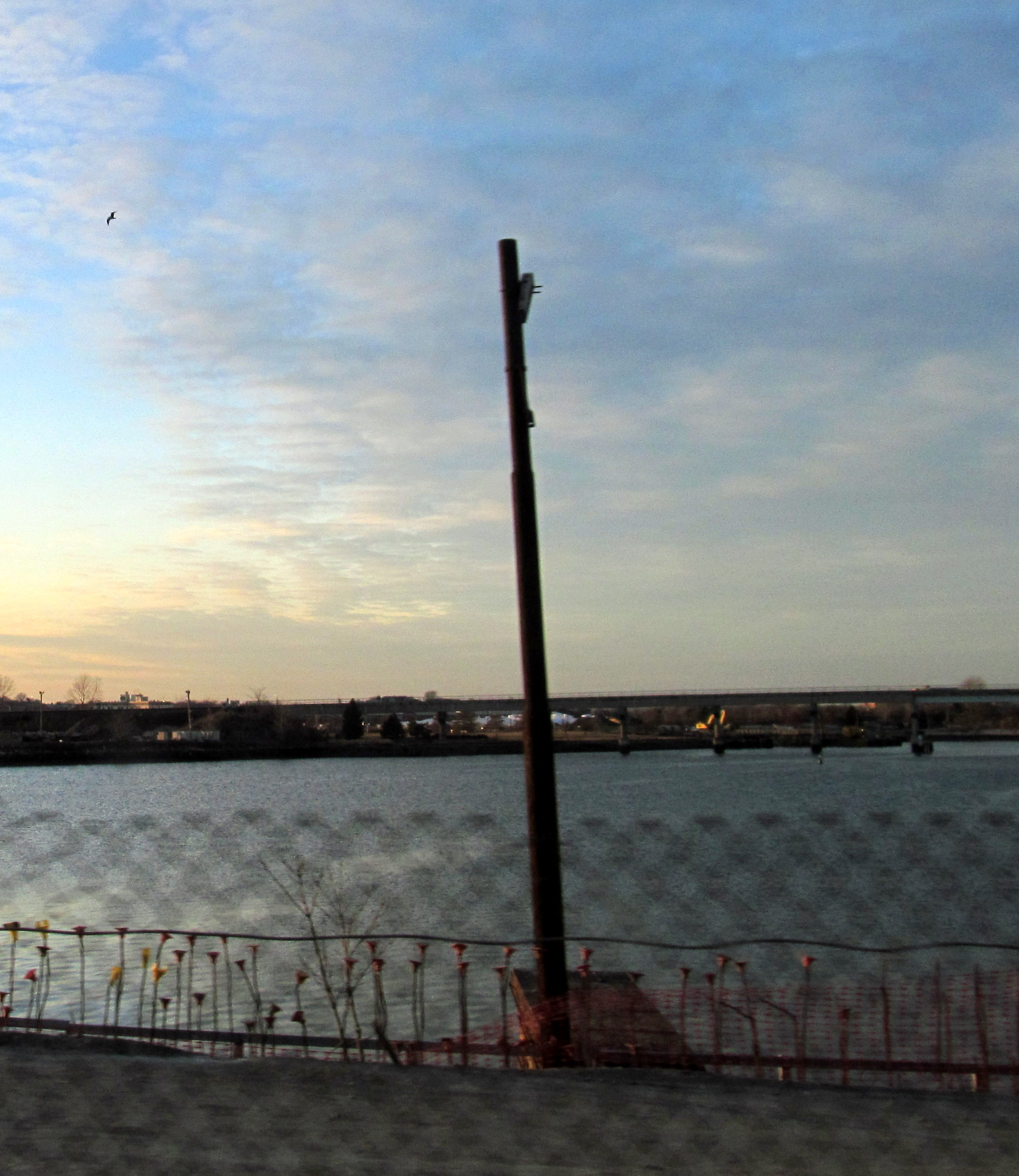
Brückenpfeiler der ehemaligen Brücke über den Mystic River